# Élie Grappe
Élie Grappe (né le 27 janvier 1994 à Lyon) est un réalisateur et scénariste français. Il habite en Suisse. 

## Biographie
Élie Grappe a suivi une formation de trompettiste au Conservatoire national de Lyon. Il étudie ensuite le cinéma à l'École cantonale d'art de Lausanne (ECAL) et y obtient son bachelor en cinéma en 2015.  
Les courts métrages qu'il a créés au cours de ses études ont été projetés dans divers festivals et ont remporté de nombreux prix. Son premier long métrage Olga a été projeté à la Semaine de la critique à Cannes en 2021. Aux prix du cinéma suisse 2022, Il obtient le prix du meilleur film de fiction, du meilleur scénario et du meilleur son. Il est également le film candidat de la Suisse aux Oscars.     
En 2022, il fait partie des huit finalistes sélectionnés par le Groupe Ouest pour développer le scénario de son nouveau projet en résidence. 
En plus de ses propres films, il a également travaillé comme coach d'acteur pour le film Les Particules de Blaise Harrison. 

## Filmographie
- 2014 : Répétition (court métrage documentaire)
- 2014 : Limbes (court métrage)
- 2015 : Suspendu (court métrage)
- 2017 : Hors scène (court métrage documentaire, en collaboration avec Timothée Zurbuchen )
- 2021 : Olga

## Nominations et récompenses
En 2014, le court documentaire Répétition de Grappe a été sélectionné à l'IDFA, Clermont-Ferrand et Cracovie. Un an plus tard, son court métrage Suspendu est projeté dans 60 festivals de cinéma à travers le monde et remporte de nombreux prix.  
Le premier long métrage de Grappe, Olga, a remporté les Prix du cinéma suisse 2022 dans les catégories Meilleur film de fiction, Meilleur scénario et Meilleur son. Au Festival International du Film de Cannes 2021, Elie Grappe a reçu le Prix SACD dans la section Semaine de la critique du meilleur scénario avec Raphaëlle Desplechin.